# Die Jagd nach dem Stiefel
Die Jagd nach dem Stiefel ist ein vom DEFA-Studio für Spielfilme produzierter Kinderfilm von Regisseur Konrad Petzold, der am 14. August 1962 im Berliner Kosmos uraufgeführt wurde. Offizieller Kinostart war der 17. August 1962. Der Film basiert auf dem gleichnamigen erfolgreichen Jugendbuch von Max Zimmering.

## Handlung
Zwischen KPD- und SA-Männern kommt es während der Reichstagswahl 1932 zu einer Schlägerei. Am gleichen Tag abends findet man einen der Beteiligten, den KPD-Mann Ernst „Juhle“ Schiemann, tot auf. Als die Polizei bei seinem Genossen Büttner einen Totschläger findet, beschuldigt man diesen des Mordes. Weil sein Sohn Jack nicht daran glaubt, dass sein Vater ein Mörder ist, begibt er sich mit seinen Freunden, die sich Rotschlipse nennen, auf die Suche nach dem wahren Täter. Dazu dient ihnen der Abdruck der Sohle eines Stiefels, die nur vom Mörder stammen kann. Die ohnehin mühsame und aufwändige Suche versuchen die Spürhunde mit Fritz, dem Sohn eines Polizeikommissars mit allen Mitteln zu behindern. Letztendlich sind die Rotschlipse jedoch erfolgreich und der eigentliche Mörder, der seinen Stiefel zum Schuster gebracht hatte, kann der Tat überführt werden. SA-Mann Müller und dessen Gefährte Bullrich werden der Polizei übergeben; Büttner wird freigesprochen.

## Kritiken
„Spannend erzählte Literaturverfilmung mit viel Berliner Lokalkolorit und einer deutlichen, die Spannung aber nicht beeinträchtigenden politischen Parteinahme.“

## Sonstiges
Das Buch, auf dem der Film basiert, zählte bis 1989 zur Schulliteratur der DDR.
Jedoch weicht der Film in vielerlei Hinsicht von der Vorlage ab. So nennt sich die Gegengruppe zu den Rotschlipsen nicht „Spürhunde“ sondern „Lederwamsler“, deren Anführer auch nicht der Sohn des Polizeikommissars ist, sondern eines Schokoladenfabrikanten; er erkauft sich gewissermaßen seine Anhängerschaft durch Schokolade, die für Kinder seinerzeit etwas Luxuriöses war.
Während im Film die Ermittlungen der „Rotschlipse“ durch die „Spürhunde“ behindert werden sollen, geht es im Buch einfach nur um eine Rivalität zwischen zwei Gruppen in einer Schulklasse.
Im Film hat Fanny keine Schwester und ist die Tochter eines Schuhmachers; bei diesem taucht der Stiefel schließlich auch auf. Im Buch hingegen hat Fanny eine Zwillingsschwester Rosel, ihr Vater ist ein jüdischer Schneidermeister.  Wiederum im Film taucht eine Schwester von Gerda auf, die es in der Buchvorlage aber nicht gibt.
Während im Film die Polizei den Verdacht hat, der Vater von Jack sei der Mörder, gibt es im Buch keinen konkret Verdächtigten.